# Leo Stein
Leo Stein, született Leo Rosenstein (Lemberg, 1861. február 23. – Bécs, 1921. július 28.) librettista, színpadi szerző.

## Élete
Leo Stein szorosan együttműködött Ifj. Johann Strauss, Lehár Ferenc, Kálmán Imre, Oskar Nedbal zeneszerzőkkel és Victor Léon librettistával. Utóbbival együtt szerzőként hozzájárult Lehár világsikeréhez.
Nyughelye a bécsi Zentralfriedhof régi zsidó temetőjében található.

## Művei (válogatás)
| A mű eredeti címe         | A mű címe magyarul   | Alkotótárs(ak)                        | Zeneszerző          | Bemutató éve |
| ------------------------- | -------------------- | ------------------------------------- | ------------------- | ------------ |
| Wiener Blut               | Bécsi vér            | Victor Léon                           | Ifj. Johann Strauss | 1899         |
| Der Göttergatte           | A bálvány férj       | Victor Léon                           | Lehár Ferenc        | 1904         |
| Die lustige Witwe         | A víg özvegy         | Victor Léon                           | Lehár Ferenc        | 1905         |
| Der Graf von Luxemburg    | Luxemburg grófja     | Alfred Maria Willner, Robert Bodanzky | Lehár Ferenc        | 1909         |
| Das Puppenmädel           |                      | Alfred Maria Willner                  | Leo Fall            | 1910         |
| Der fliegende Rittmeister |                      | Jenbach Béla                          | Hermann Dostal      | 1912         |
| Polenblut                 |                      |                                       | Oskar Nedbal        | 1913         |
| Die Csárdásfürstin        | Csárdáskirálynő      | Jenbach Béla                          | Kálmán Imre         | 1915         |
| Die Winzerbraut           |                      | Julius Wilhelm                        | Oscar Nedbal        | 1916         |
| Das Hollandweibchen       | A hollandi menyecske | Jenbach Béla                          | Kálmán Imre         | 1919         |
| Die blaue Mazur           | A kék mazur          | Jenbach Béla                          | Lehár Ferenc        | 1920         |
| Mädi                      |                      | Alfred Grünwald                       | Robert Stolz        | 1923         |